# Női 5000 méteres gyorskorcsolya az 1998. évi téli olimpiai játékokon
Az 1998. évi téli olimpiai játékokon a gyorskorcsolya női 5000 méteres versenyszámát február 20-án rendezték. Az aranyérmet a német Claudia Pechstein nyerte meg. A versenyszámban nem vett részt magyar versenyző.

## Rekordok
A versenyt megelőzően a következő rekord volt érvényben:
| Világrekord     | Gunda Niemann (GER)     | 7:03,26 | Calgary, Kanada | 1994. március 26. |
| Olimpiai rekord | Yvonne van Gennip (NED) | 7:14,13 | Calgary, Kanada | 1988. február 28. |

A versenyen új rekordok születtek:
| Tonny de Jong (NED)            | 7:12,77 | Nagano, Japán | 1998. február 20. | Olimpiai rekord |
| Ljudmila Prokasova (KAZ)       | 7:11,14 | Nagano, Japán | 1998. február 20. | Olimpiai rekord |
| Gunda Niemann-Stirnemann (GER) | 6:59,65 | Nagano, Japán | 1998. február 20. | Világrekord     |
| Claudia Pechstein (GER)        | 6:59,61 | Nagano, Japán | 1998. február 20. | Világrekord     |

## Végeredmény
Mindegyik versenyző egy futamot teljesített, az időeredmények határozták meg a végső sorrendet. Az időeredmények másodpercben értendők. A rövidítések jelentése a következő:
- WR: világrekord

| Helyezés | Versenyző                | Nemzet                 | Idő        |
| -------- | ------------------------ | ---------------------- | ---------- |
| Arany    | Claudia Pechstein        | Németország (GER)      | 6:59,61 WR |
| Ezüst    | Gunda Niemann-Stirnemann | Németország (GER)      | 6:59,65    |
| Bronz    | Ljudmila Prokasova       | Kazahsztán (KAZ)       | 7:11,14    |
| 4.       | Barbara de Loor          | Hollandia (NED)        | 7:11,81    |
| 5.       | Tonny de Jong            | Hollandia (NED)        | 7:12,77    |
| 6.       | Carla Zijlstra           | Hollandia (NED)        | 7:12,89    |
| 7.       | Kirstin Holum            | Egyesült Államok (USA) | 7:14,20    |
| 8.       | Hunyady Emese            | Ausztria (AUT)         | 7:15,23    |
| 9.       | Elena Belci              | Olaszország (ITA)      | 7:15,58    |
| 10.      | Jennifer Rodriguez       | Egyesült Államok (USA) | 7:16,78    |
| 11.      | Uehara Mie               | Japán (JPN)            | 7:21,72    |
| 12.      | Szvetlana Viszokova      | Oroszország (RUS)      | 7:22,18    |
| 13.      | Anette Tønsberg          | Norvégia (NOR)         | 7:28,39    |
| 14.      | Heike Warnicke           | Németország (GER)      | 7:30,83    |
| 15.      | Nemoto Nami              | Japán (JPN)            | 7:36,77    |